# Amen (album Salif Keita)
Amen è il terzo album in studio dell'artista maliano Salif Keïta, pubblicato nel 1991 dalla Mango Records. L'album ha raggiunto la posizione numero 1 nella classifica Billboard World Albums.
Amen è stato nominato ai Grammy Awards nella categoria Best World Music Album.
Nyanafi significa nostalgia e la canzone parla dell'importanza della vita. 

## Tracce
1. Yele n Na – 4:13
2. Waraya – 6:05
3. Tono – 5:30
4. Kuma - Speak – 4:59
5. Nyanafi - Nostalgia – 5:40
6. Karifa – 4:05
7. N B'I Fe - I love you – 5:09
8. Lony - Knowledge – 7:55